# Liste der Monuments historiques in Fontaine-le-Port
Die Liste der Monuments historiques in Fontaine-le-Port führt die Monuments historiques in der französischen Gemeinde Fontaine-le-Port auf.

## Liste der Bauwerke
| Bezeichnung      | Beschreibung | Standort | Kennzeichnung | Schutzstatus | Datum | Bild           |
| ---------------- | ------------ | -------- | ------------- | ------------ | ----- | -------------- |
| Kirche St-Martin |              | (Lage)   | PA00086966    | Inscrit      | 1949  | weitere Bilder |

## Liste der Objekte

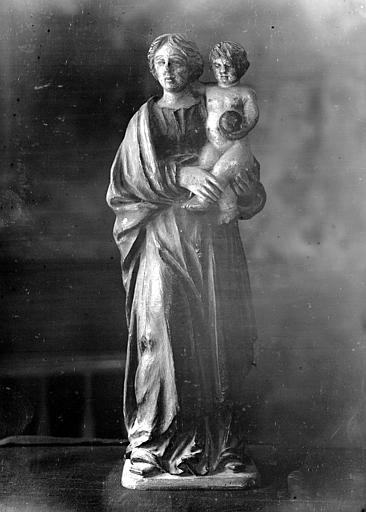
Skulptur Madonna und Kind aus dem 17. Jahrhundert in der Kirche St-Martin

- Monuments historiques (Objekte) in Fontaine-le-Port in der Base Palissy des französischen Kultusministeriums